# Pablo Sarasate
Pablo Martín Melitón de Sarasate y Navascués (Pamplona, 10 de marzo de 1844-Biarritz, 20 de septiembre de 1908), comúnmente conocido como Pablo de Sarasate, fue un virtuoso del violín, compositor y director de orquesta navarro del periodo romántico. Entre sus obras más conocidas se encuentran Aires gitanos (Zigeunerweisen), las Danzas españolas y la Fantasía Carmen.

## Biografía

### Sobre su nacimiento, familia y nombre artístico

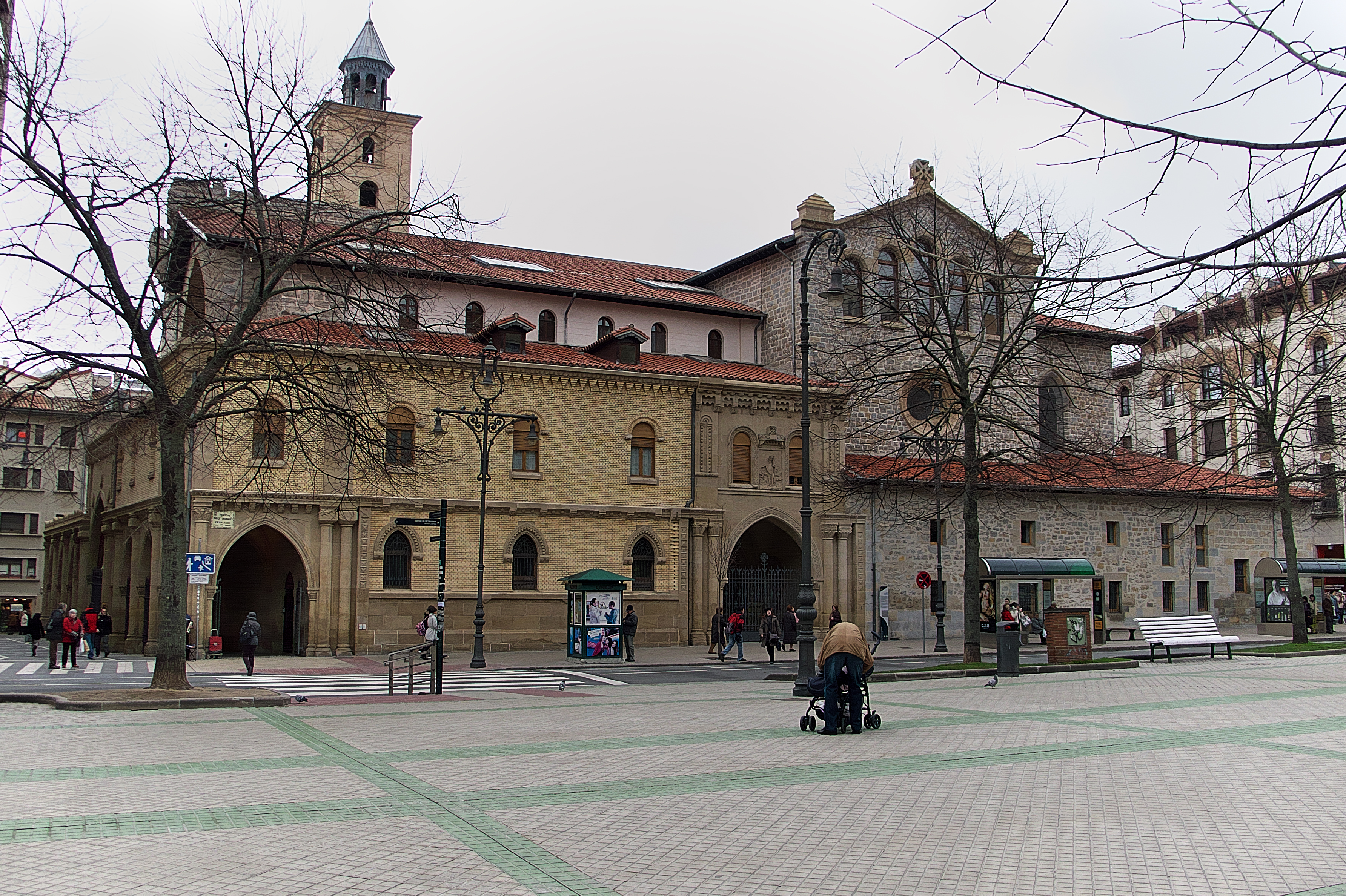
Iglesia de San Nicolás vista desde el paseo de Sarasate, en Pamplona.

Martín Melitón Sarasate y Navascués nació el 10 de marzo de 1844, día de San Melitón, en la calle de San Nicolás de la ciudad navarra de Pamplona siendo bautizado con este nombre en la iglesia de San Nicolás. Era hijo del músico militar, director de la banda del Regimiento de Aragón, Miguel Sarasate Juanena, natural de Pamplona, y de Francisca Javiera Navascués Oarriechena, natural de Orbaiceta y casados por poderes en la iglesia de San Nicolás el 26 de marzo de 1843. Fue el hermano mayor de Micaela, nacida en Pamplona también (septiembre de 1845), y de la escritora Francisca Sarasate y María, nacidas ambas en La Coruña a donde la familia se había mudado por las obligaciones castrenses del padre. En una notación posterior al margen de su partida bautismal, fechada el 11 de julio de 1878, se antepuso "Pablo" a su nombre. Hasta esa fecha Martín Sarasate no era un nombre desconocido en Pamplona, e incluso, es el nombre que figura en «el diploma del primer premio de violín extendido por el Conservatorio de París el 8 de diciembre de 1857», cuando tenía 13 años de edad.

### Músico precoz

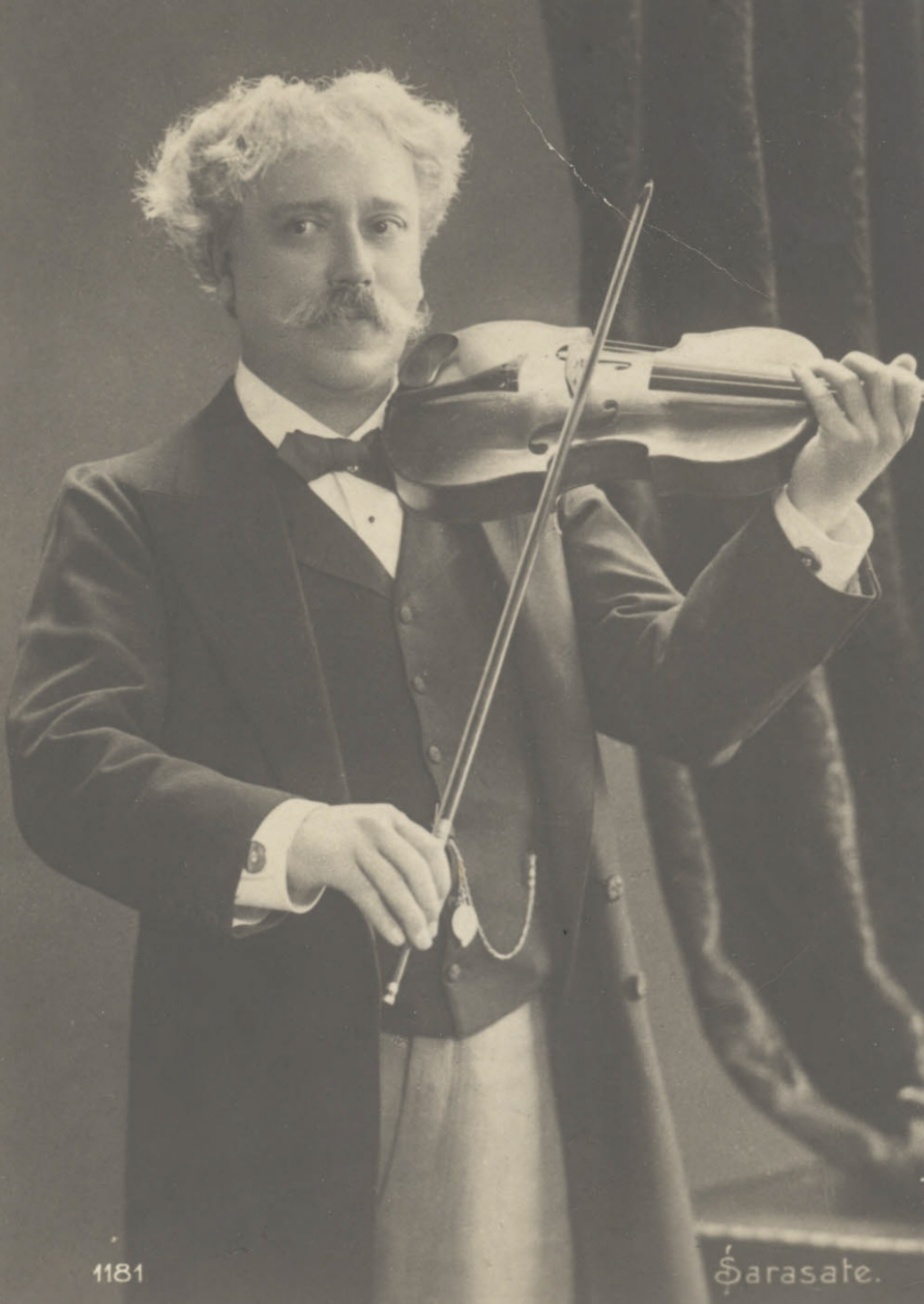
Pablo de Sarasate en 1905

Como afirma la musicóloga María Nagore Ferrer, «Sarasate fue un niño prodigio en una época en la que la precocidad musical estaba de moda». Así fueron casos análogos Saint-Saëns, Diémer, Bizet, Max Bruch, etc. En su biografía sobre el músico recoge Julio Altadill una anécdota sobre los inicios musicales del violinista:

“Era ya un venerable sexagenario su padre cuando me refirió que su hijo conoció los signos musicales antes que las letras del alfabeto, y por tanto aprendió a leer antes en el pentagrama, que en los libros de 1ª enseñanza”
Julio Altadill. 1909

Niño precoz, educado en casa inicialmente, sus padres conscientes tempranamente del potencial de su hijo por lo que le procuraron formación continuamente: tomó lecciones de violín, con la edad de siete años en La Coruña, estudió en el conservatorio de Santiago de Compostela entre 1846 y 1849 con José Courtier, primer violín de la catedral y profesor de la escuela de música del conservatorio. El 13 de enero de 1852 tiene lugar  su primera actuación pública en la sede de la Reunión Recreativa e Instructiva de La Coruña amenizando el intermedio de un concierto ofrecido por la orquesta de la sociedad. Entre el público asistente estaba la escritora Juana de Vega, esposa de Francisco Espoz y Mina. Ese mismo año de 1852 se trasladó a Pontevedra, donde continuó sus estudios musicales con el músico local Urbano Casasvellas. Era asiduo de los ensayos de la banda del Regimiento de Aragón, que dirigía su padre. La condesa de Espoz y Mina le concedió una pensión para estudiar en Madrid. 

### De Madrid a París, pasando por Pamplona y Bayona

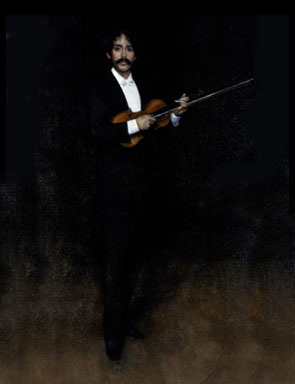
Arrangement in Black (retrato del señor Pablo de Sarasate) de James Abbott McNeill Whistler (1884). Óleo sobre lienzo.

Una vez en la capital de España, interpretó en el Teatro Real las fantasías sobre las óperas I due Foscari y Guillermo Tell, entusiasmando al público y a la crítica. La reina Isabel II le concedió entonces una beca para ampliar sus estudios en París, a donde se trasladó en 1856 en compañía de su madre. En el viaje se detuvieron en Pamplona, donde el joven Martín Melitón hizo la primera comunión en la parroquia de San Nicolás. La madre contaba con 2000 reales proporcionados por la condesa viuda de Espoz y Mina. Reemprendieron el viaje y, al pasar por la localidad de Bayona, tanto él como su madre enfermaron del cólera. El 20 de septiembre de 1856 falleció la madre, cuando Martín tenía doce años. El cónsul de España en Bayona, el pamplonés Ignacio María García Alonso (1789-1867), acogió al joven y se convirtió en su tutor. García Alonso había sido tesorero de Espoz y Mina, concejal liberal de Pamplona y deportado a Bayona en 1823 por los Cien Mil Hijos de San Luis.

### Formación y consagración artística en París
Ingresó en el Conservatorio de París bajo la tutela de Jean-Delphin Alard. En 1857 obtuvo el Premio de Violín del Conservatorio de París, y dos años después (1859) comenzó a dar conciertos por  Europa y América. Muchos compositores notables le dedicaron obras, como Max Bruch (Concierto núm. 2 y Fantasía escocesa), Camille Saint-Saëns (Conciertos núm. 1 y 3; Introducción y rondó caprichoso), Édouard Lalo, (Concierto en fa menor y Sinfonía española), Joseph Joachim (Variaciones para violín y orquesta), Henryk Wieniawski (Concierto núm. 2), Antonín Dvořák (Mazurek), Alexander MacKenzie (Suite Pibroch) y William H. Potstock (Souvenir de Sarasate). Ganó premios, destacó en sus lecciones y  fue reconocido como concertista.

### Muerte y honras fúnebres

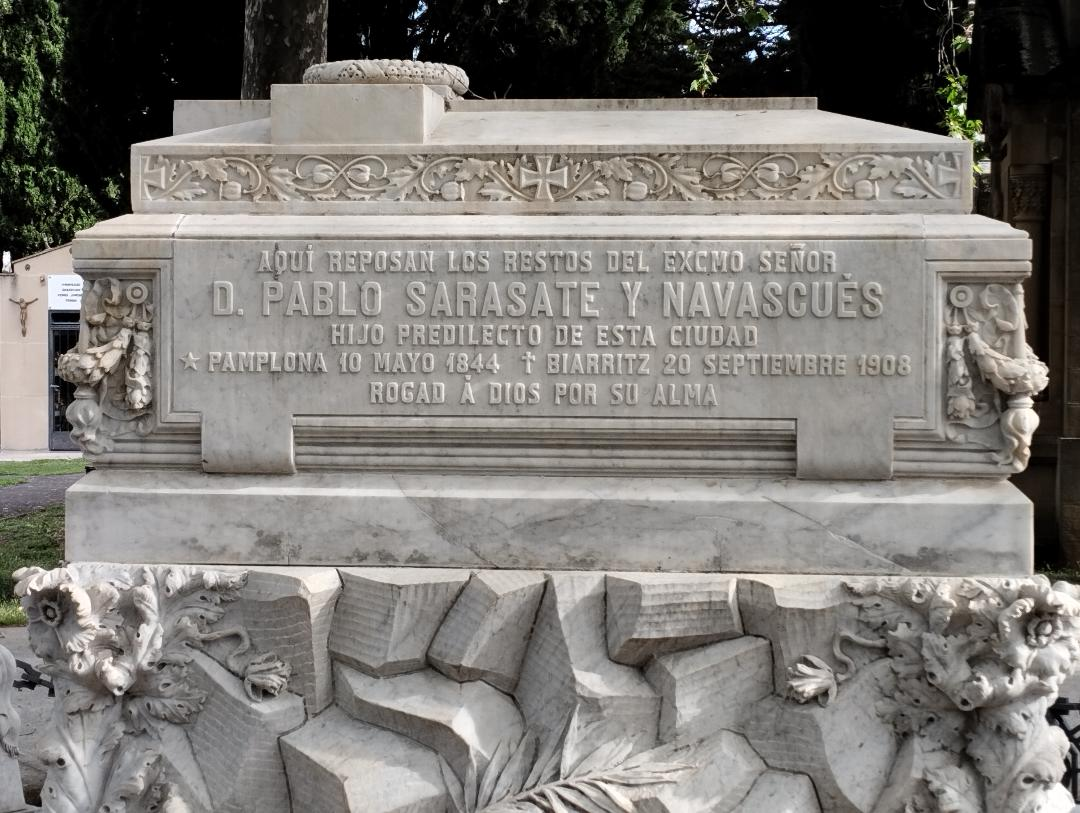
Sepulcro de Pablo Sarasate en el cementerio de Pamplona, obra de Ramón Carmona Urrutia.

En 1900 adquirió en Biarritz: "Villa Navarra," situada en el barrio Le Gaz, en el camino del faro. Su coste fue de 80.000 francos y desde 1901 descansaba allá de sus giras y conciertos. Aquí murió, a consecuencia de una afección pulmonar, a las ocho y cuarto de la noche del 20 de septiembre de 1908. Tenía sesenta y cuatro años de edad. Su cuerpo estuvo expuesto en su casa francesa entre el 21 y el 24, cuando se trasladó por la tarde su féretro a Pamplona.
A las ocho de la noche del mismo día llegaron a Pamplona en tren sus restos mortales. El féretro fue conducido a la casa consistorial que fue convertida en capilla ardiente. Al día siguiente por la mañana se trasladó al cementerio llevado por socios del Orfeón Pamplonés.
Sarasate yace en el cementerio municipal de San José, en donde tenía su panteón desde 1879, el mismo año en que se fundó la Orquesta Pablo Sarasate. Cada  1 de noviembre la corporación municipal coloca una corona de flores en su sepultura, se le brinda un homenaje musical y se reza un responso.

## Mausoleo (1909) y monumento en Pamplona (1959)

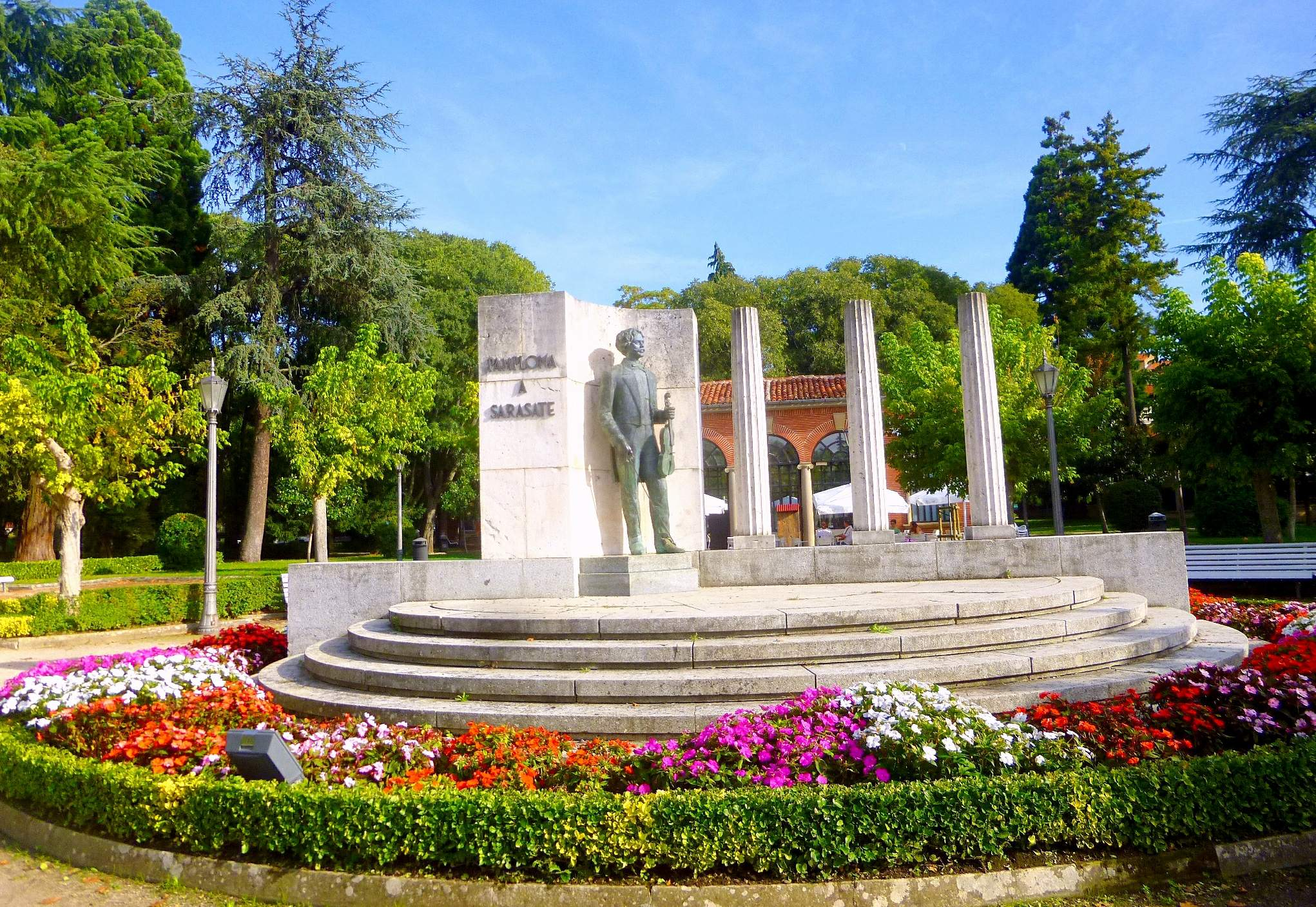
Monumento a Pablo Sarasate en el parque de la Media Luna de Pamplona.

Por acuerdo del pleno municipal pamplonés celebrado el 25 de mayo de 1909, se cedieron terrenos del Cementerio de San José para la construcción de un mausoleo en un lugar privilegiado. El encargo fue ejecutado por el escultor pamplonés Ramón Carmona Urrutia cuya actividad profesional estuvo centrada principalmente en trabajos funerarios aunque también había intervenido en el Monumento a los Fueros levantado en Pamplona unos años antes. El traslado de los restos al nuevo emplazamiento se registró el 24 de agosto de 1909. El conjunto escultírico, catalogado de estilo romántico-paisajista, ha sido objeto de recientes restauraciones, desde principios del siglo XXI, para recuperar su lustrosa estampa original. Cada año, desde entonces, la corporación municipal le rinde regularmente un responso en torno al 1 de noviembre, aunque ha habido años donde no ha sido así como ocurrió en el 110.º aniversario del fallecimiento.
En 1950, el Ayuntamiento de Pamplona, durante la ceremonia de inauguración del Monumento a Julián Gayarre situado en los Jardines de la Taconera, anunció su compromiso de sustituir el monumento levantado en 1918 a Pablo Sarasate, para lo cual encargó al arquitecto Cándido Ayestarán y al escultor Áureo Rebolé el diseño del proyecto que ejecutó la empresa Huarte y Cía. El monumento, levantado en el parque de la Media Luna contó con una colaboración especial. Por aquel entonces el escultor granadino Eduardo Carretero estuvo realizando encargos en Pamplona, como los de la iglesia de San Francisco Javier. Fue este artista el autor de la estatua de bronce del violinista y de los relieves alegóricos de la parte posterior. La inauguración tuvo lugar el 26 de abril de 1959.

## Legado y homenajes

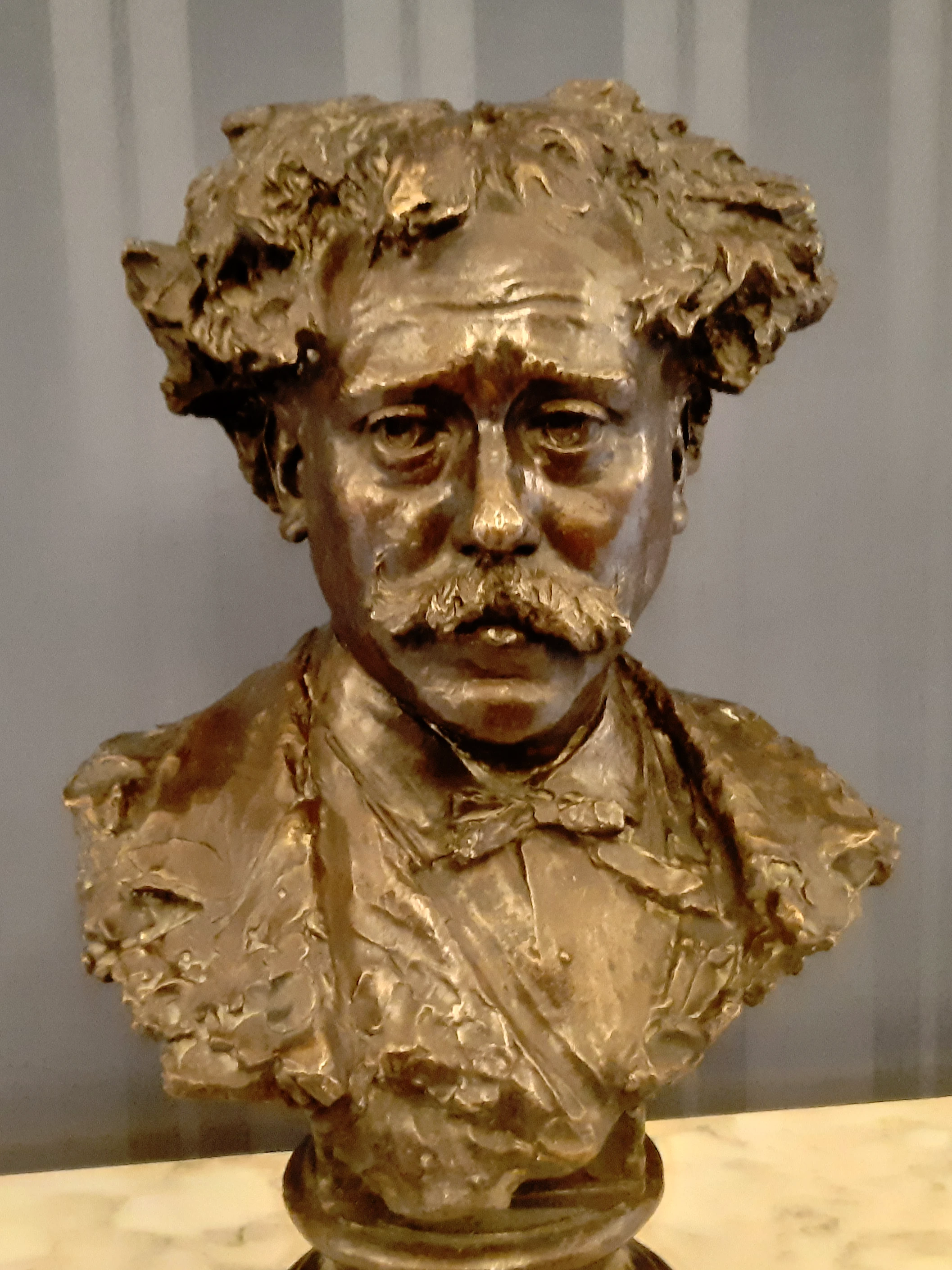
Busto de Sarasate de Mariano Benlliure en el Teatro Real de Madrid

A pesar de que en edad temprana abandonó su ciudad natal para emprender su formación musical fuera de Navarra, mantuvo siempre sus lazos con la tierra siendo habitual visitante veraniego, especialmente durante las fiestas de San Fermín durante las cuales, altruistamente, impartía conciertos populares antes sus paisanos. Entre 1878 y 1908 —sólo faltó en 1884 a causa del cólera— dio 93 conciertos en Pamplona, muchos de ellos acompañado por el Orfeón Pamplonés y la Sociedad de Santa Cecilia de Pamplona, actos a los que concurrían otros talentos musicales, como Emilio Arrieta, Juan María Guelbenzu, Dámaso Zabalza, Julián Gayarre, Joaquín Gaztambide, Berta Marx, Otto Goldschmidt, Ruperto Chapí, etc. Sus únicas condiciones era no cobrarlos y que fueran audiciones populares. Son muchos los carteles de fiestas de la época donde se muestra su figura y se anuncian sus conciertos. Su apego se refrenda con hechos como que llamara "Villa Navarra" a su residencia habitual en Biarritz.

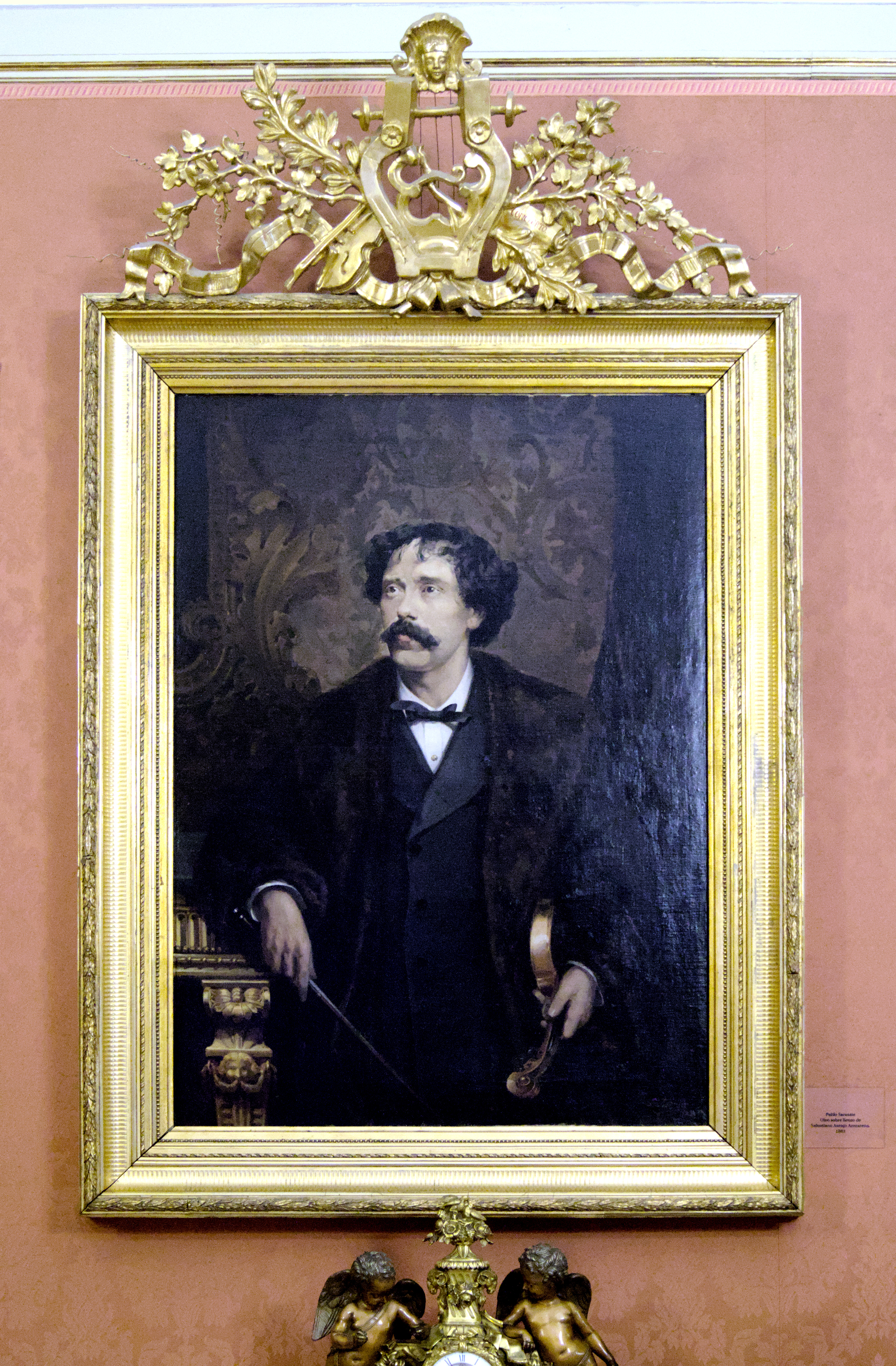
Retrato de Pablo Sarasate en el Ayuntamiento de Pamplona, obra de Salustiano Asenjo (1863). Óleo sobre lienzo.

Por legado testamentario, desde 1893 la ciudad de Pamplona se hizo cargo de una serie de objetos  del músico que actualmente se muestran en una exposición permanente situada en el Palacio del Condestable. Por su parte, el Archivo Municipal de Pamplona, con el Fondo Pablo Sarasate, y el Archivo Real y General de Navarra, con la Colección Pablo Sarasate, custodian documentación vinculada con el músico navarro.

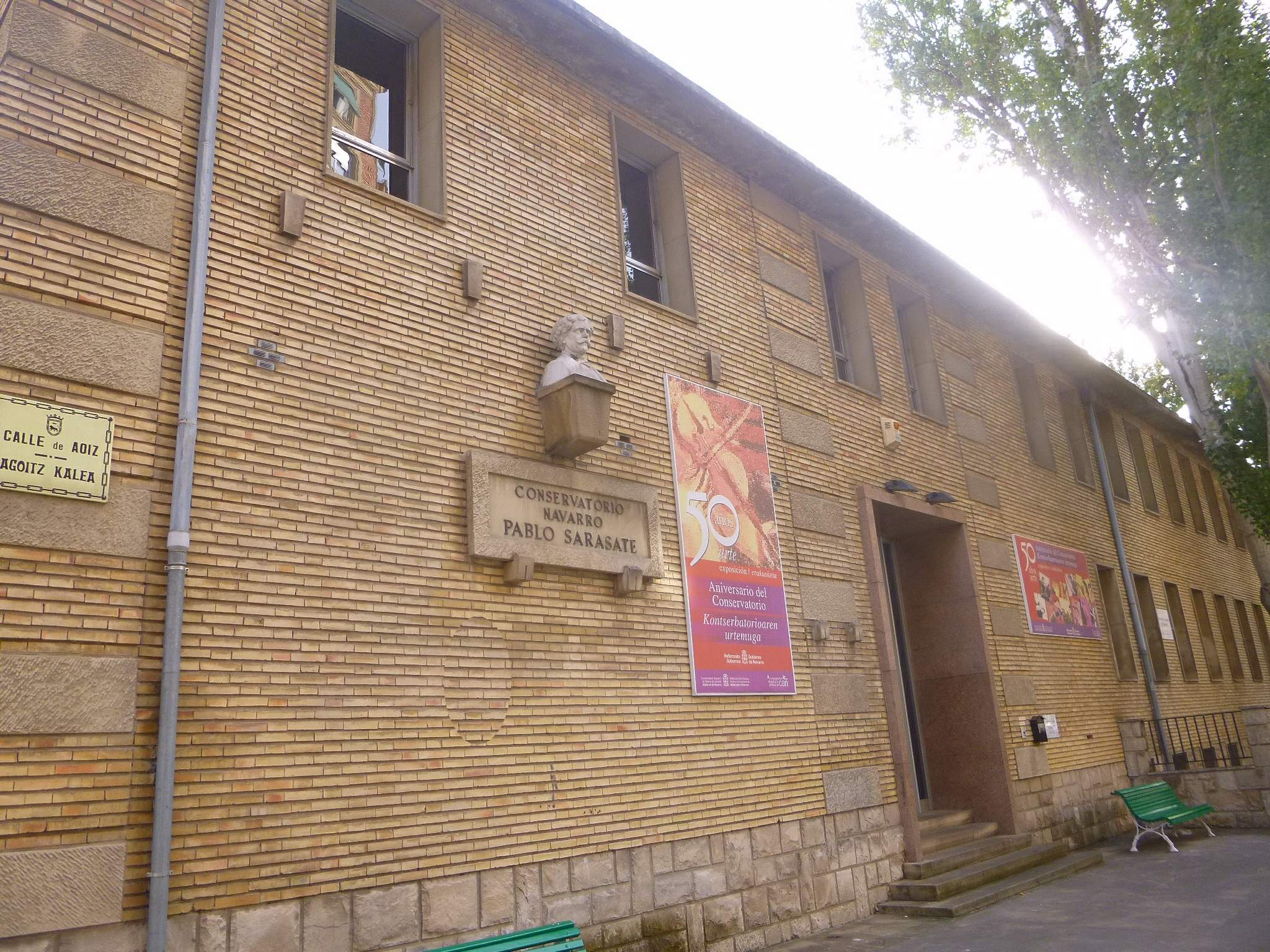
Antigua sede del Conservatorio Navarro Pablo Sarasate en Pamplona.

Ya en 1856 se crea la escuela municipal de música en Pamplona, donde se implanta una docencia musical pública por primera vez, con bastante probabilidad, en España. El reglamento fue aprobado el 21 de julio de 1858 y, desde 1911, se llamó Academia Municipal de Música. A mediados de los años 1950 se la reconoce académicamente con grado de conservatorio siendo un decreto foral del 21 de agosto de 1956 el que constituye el Conservatorio Navarro de Música Pablo Sarasate cuya denominación se mantiene en la actualidad.
Los conservatorios de Pamplona de grado medio y superior llevan su nombre como Conservatorio Navarro de Música Pablo Sarasate. El 16 de mayo de 1903 se llega al acuerdo municipal de nombrar como paseo de Sarasate «al conocido oficialmente desde 1853 como de Valencia». Era entonces la principal avenida de la ciudad, que apenas había emprendido el Primer Ensanche de Pamplona.
En su testamento, Sarasate donó su violín Stradivarius y 25 000 francos al Conservatorio de Madrid para la organización de un premio que llevara su nombre y que terminaría convirtiéndose en el Premio Nacional de Violín. Su violín favorito para los conciertos era un G. B. Guadagnini, hecho en Turín en 1772.
Le fueron dedicadas numerosas obras de importantes compositores contemporáneos, como la Sinfonía española de Édouard Lalo y el Concierto n.º 3 para violín y orquesta, al igual que Introducción y rondó caprichoso op. 28, de Camille Saint-Saëns y muchas otras importantes joyas del repertorio del instrumento.
El pintor estadounidense James McNeill Whistler pintó en 1884 un retrato de Sarasate; en 1863 había realizado otro Salustiano Asenjo, que se conserva en el Ayuntamiento de Pamplona.

## Violinista
El rápido éxito que obtuvo como ejecutante le hizo abandonar sus estudios de armonía y composición. Viajó por toda Europa dando conciertos. También fueron frecuentes sus desplazamientos a América del Norte y Sudamérica. Según la prensa de la época, sus conciertos y recitales fueron memorables. Fue poseedor de dos violines Stradivarius, uno regalado por la reina Isabel II de España y adquirido a Jean Baptiste Vuillaume, y otro comprado a Gand y Bernardel.
Su formación musical y el espíritu de triunfo lo mantuvieron activo hasta su muerte. Según las críticas y crónicas de la época, su fuerza radicaba más en la sutileza de interpretación que en el fuego temperamental, aunando ataque, pasión, flexibilidad y una facilidad natural para el violín. Su técnica de la mano izquierda fue también famosa, así como la velocidad de ejecución. Arrancaba el más hermoso sonido que pueda esperarse del violín sin mostrar el enorme esfuerzo. Su prestigio universal como concertista quedó de manifiesto, por ejemplo, al ser recogida una de sus actuaciones en el St James's Hall de Londres por Arthur Conan Doyle, quien en su relato La liga de los pelirrojos hace que Sherlock Holmes posponga sus investigaciones en el caso para ir a escuchar a Sarasate, como buen aficionado al instrumento.
Sostuvo una gran rivalidad con otro violinista, Joseph Joachim, por lo cual nunca quiso tocar el Concierto de Brahms que era patrimonio de este último. En 1860 formó un cuarteto con Turban, Wesfelghem y Delsart y posteriormente con otros músicos como Parent con los que tocaba a menudo grandes obras del repertorio camerístico y especialmente las de Brahms, que en aquella época eran unánimemente rechazadas en los países latinos.
El 2 de febrero de 1877 conoció en Frankfurt al pianista Otto Goldschmidt que se convertiría desde entonces en su secretario, su agente y su amigo siendo en numerosas ocasiones su acompañante al piano. Otra figura que fue habitual a su lado fue la pianista Berthe Marx, que conoció en 1884 durante un concierto de Bruselas. El 8 de agosto de 1894 se casaron en el ayuntamiento de Bourron Otto y Berthe adoptando ella el apellido compuesto Marx-Goldschmidt.

## Compositor

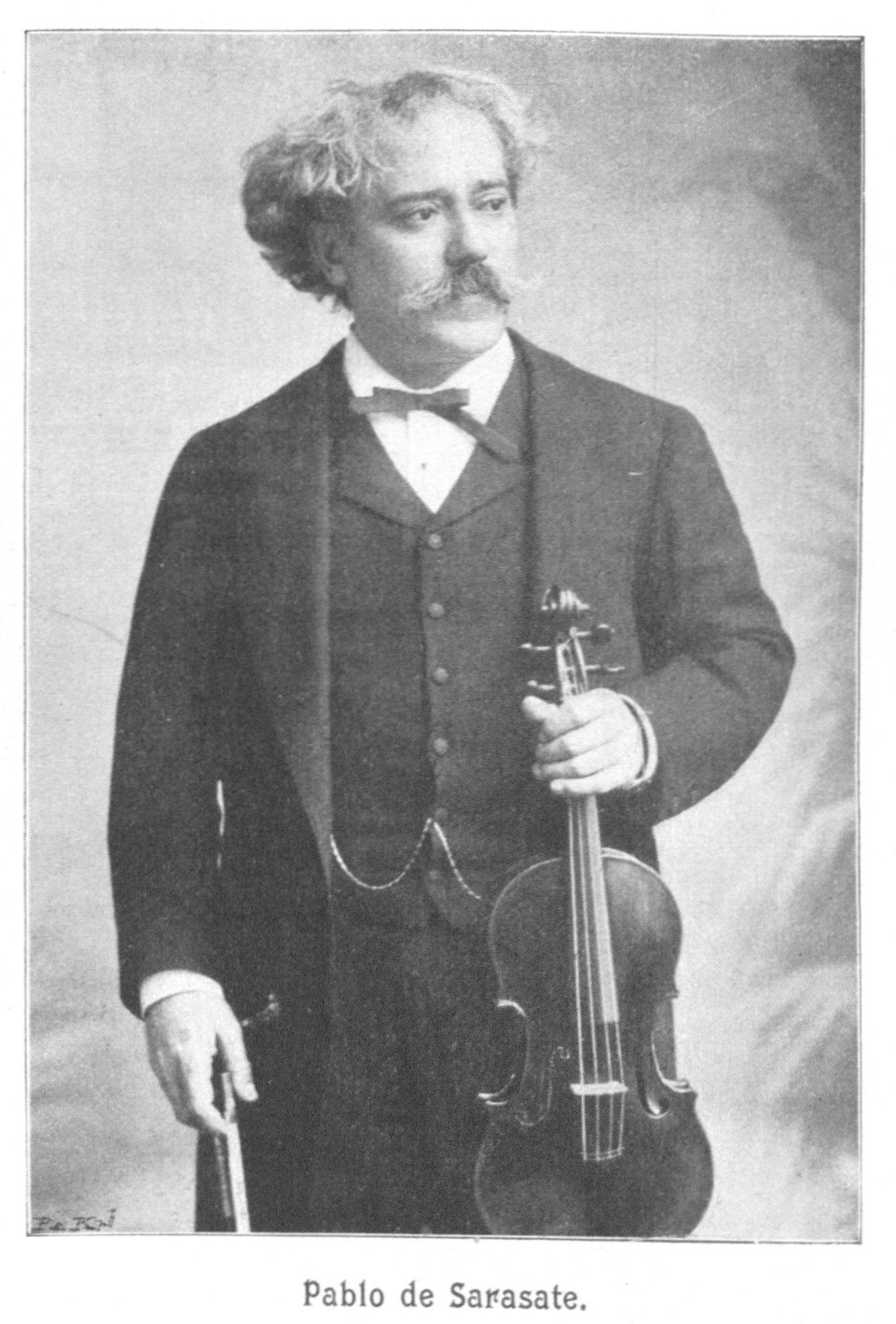
Foto de Sarasate en un periódico austriaco en 1906

Por el grado de dificultad técnica de las piezas de su catálogo, se adivina que los elogios debieron de ser sinceros, ya que no habría compuesto lo que él mismo no se hubiera atrevido a tocar con propiedad y brillantez.
Se han establecido cuatro grandes grupos con sus composiciones:
- Fantasías y reminiscencias de óperas. Se datan entre 1864 y 1866 y se basan en composiciones de Verdi, Rossini,  Gounod, Bizet, etc..
- Piezas de salón, entre las que figuran la Reverie, op. 4; el Souvenir de Domont, op. 8; Les adieux, op. 9, etc. Sarasate dejó este tipo de composiciones por otras de inspiración española o por el repertorio de cámara que se impuso en los auditorios de su época.
- Fantasías y melodías basadas en piezas populares europeas de estilo romántico e inspiración bohemia, rusa y escocesa, con esta última el músico tuvo especial afinidad.
- Composicines basadas en el folclore hispano. Esta es la principal fuente de inspiración, hasta el punto de que se estima que constituye la mitad de todas sus composiciones. La variedad de las fuentes empleadas es grande, aunque se pueden establecer cuatro fundamentales: la andaluza, la que se basa en el zorcico, la de la jota, bien sea navarra o aragonesa; y, finalmente, un conjunto heterogéneo de piezas.[36]

La Orquesta Pablo Sarasate de Pamplona publicó en 1999 sus obras completas en seis CD-ROM. La dirección corrió a cargo de Miquel Ortega, al violín estuvo Ángel Jesús García y al piano Gerardo López Laguna. 
Entre sus obras más populares figuran la Fantasía sobre Carmen de Bizet, opus 25; los Aires gitanos, opus 20, y una serie de piezas con fuerte inspiración folclórica española, como la Malagueña n.º 1 opus 21, la Habanera n.º 2 opus 21, la Romanza andaluza opus 22, el Zapateado opus 23 y el Capricho vasco, opus 24.

## Catálogo de obras
| Opus • Composición • Instrumentación — • Fantasía capricho • Violín y piano — • Souvenir de Fausto • Violín y piano — • Mazurka Mi • Violín y piano 1 • Fantasía de La fuerza del destino • Violín y piano 2 • Homenaje a Rossini • Violín y piano 3 • La dame blanche de Boïeldieu • Violín y orquesta 4 • Réverie • Violín y piano 5 • Fantasía de Romeo y Julieta • Violín y piano 6 • Capricho de Mireille • Violín y piano 7 • Confidences • Violín y piano 8 • Souvenir de Domont • Violín y piano 9 • Les adieux • Violín y piano 10 • Sérénade andalouse • Violín y piano 11 • Le sommeil • Violín y piano 12 • Moscoviènne • Violín y piano 13 • Fantasía de Fausto • Violín y orquesta 14 • Fantasía de El cazador furtivo • Violín y orquesta 15 • Mosaïque de Zampa • Violín y piano 16 • Gavota de Mignon • Violín y piano | 17 • Priére at Berceuse • Violín y piano 18 • Airs espagnols • Violín y piano 19 • Fantasía de Martha • Violín y piano 20 • Zigeunerweisen • Violín y orquesta 21 • Malagueña y habanera • Violín y piano 22 • Romanza andaluza y jota navarra • Violín y piano 23 • Playera y zapateado • Violín y piano 24 • Capricho vasco • Violín y piano 25 • Fantasía de Carmen • Violín y orquesta 26 • Vito y habanera • Violín y piano 27 • Jota aragonesa • Violín y piano 28 • Serenata andaluza • Violín y piano 29 • El canto del ruiseñor • Violín y orquesta 30 • Bolero • Violín y piano 31 • Balada • Violín y piano 32 • Muñeira • Violín y orquesta 33 • Navarra • Violín y orquesta 34 • Airs écossais • Violín y orquesta 35 • Peteneras, caprice espagnol • Violín y piano 36 • Jota de San Fermín • Violín y piano | 37 • Zortzico Adiós montañas mías • Violín y piano 38 • ¡Viva Sevilla! • Violín y orquesta 39 • Zortzico de Iparraguirre • Violín y piano 40 • Introduction et fandango varié • Violín y piano 41 • Introduction et caprice-jota • Violín y orquesta 42 • Zortzico Miramar • Violín y orquesta 43 • Introduction et tarantelle • Violín y orquesta 44 • La chase • Violín y orquesta 45 • Nocturno — Serenata • Violín y orquesta 46 • Gondoliera veneziana • Violín y piano 47 • Melodía rumana • Violín y piano 48 • L'esprit follet • Violín y orquesta 49 • Canciones rusas • Violín y orquesta 50 • Jota de Pamplona • Violín y orquesta 51 • Fantasía de Don Giovanni • Violín y piano 52 • Jota de Pablo • Violín y orquesta 53 • Le Rève • Violín y piano 54 • Fantasía de la Flauta Mágica • Violín y orquesta |

## Grabaciones
Entre 1903 y 1904, Pablo Sarasate realizó algunas grabaciones para la compañía británica The Grammophone & Typewriter Limited, con respaldo de pianistas cuyos nombres no fueron registrados. Estas grabaciones se realizaron sobre cilindros de fonógrafo, aún vigentes en ese momento, los cuales fueron posteriormente transcritos a disco usando técnicas mecánico-acústicas. Al final de las ejecuciones en estos discos, fue grabada la nota «La» natural, de 440 Hz, probablemente por el técnico que realizó la transcripción, mediante una armónica de afinación, ya que este tono no aparece en los cilindros grabados. Probablemente, esta costumbre se debiera a la falta de normas en esos tiempos en cuanto a la velocidad de grabación y reproducción en las máquinas cortadoras de discos maestros y gramófonos acústicos, respectivamente. Este tono permitiría fijar la velocidad de reproducción a la misma velocidad de grabación.
En la actualidad subsisten diez sesiones de grabación del violinista, que podrían haber constituido toda su producción. La tabla que se muestra a continuación detalla las grabaciones existentes en formato de discos:
Algunas de estas grabaciones se realizaron con Sarasate tocando su violín preferido, un Guadagnini de 1772. Una de ellas es la pieza  "Zigeunerweisen". Sarasate alternó durante sus giras y conciertos este violín con el Stradivari Ex-Bossier 1713 - hoy en el Real Conservatorio de Música de Madrid - y el Stradivari Ex-Sarasate del 1724 - hoy en el Musée de la Musique. 
| Título                                                    | Autor                 | Número de catálogo | Número de matriz |
| Caprice Basque (Capricho vasco) Opus 24                   | Pablo de Sarasate     | GC-37929           | 4262o            |
| Zigeunerweisen Pt.1 (Aires gitanos, 1.ª parte) Opus 20    | Pablo de Sarasate     | GC-37930           | 4263o            |
| Partita n.º 3 BWV1006: Prélude (Preludio) (*)             | Johann Sebastian Bach | GC-37931           | 4258o            |
| Caprice Jota (Capricho jota) Opus 41                      | Pablo de Sarasate     | GC-37932           | 4259o            |
| Tarantelle (Tarantela) Opus 43                            | Pablo de Sarasate     | GC-37933           | 4260o            |
| Miramar «Zortzico»                                        | Pablo de Sarasate     | GC-37934           | 4261o            |
| Zigeunerweisen Pt.2 (Aires gitanos, 2.ª parte) Opus 20    | Pablo de Sarasate     | GC-37935           | 4264o            |
| Habanera Opus 21, n.º 1                                   | Pablo de Sarasate     | GC-37936           | 4265o            |
| Zapateado Opus 23, n.º 2                                  | Pablo de Sarasate     | GC-37937           | 4266o            |
| Nocturne en Mi Bémol (Nocturno en Mi bemol) Opus 9, n.º 2 | Frederick Chopin      | GC-37938           | 4267o            |

(*) Sin acompañamiento

## Distinciones honoríficas
A lo largo de su dilatada trayectoria artística, Pablo Sarasate recibe multitud de reconocimientos, premios y galardones, y acumula las mayores distinciones concedidas por altas instancias, como las que siguen: 
Nacionales
- Caballero de la Orden de Carlos III (1861)
- Comendador de la Orden de Isabel la Católica (1880)
- Caballero gran cruz de la Orden de Isabel la Católica (1886)
- Placa de la Orden de Alfonso XII (1907)

Extranjeras
- Cruz de Primera Clase de la Order de Federico de Würtemberg, Reino de Würtemberg (1882)
- Medalla de Mérito, Mecklemburgo-Schwerin (1882)
- Caballero de la Legión de Honor, República Francesa (1892)
- Oficial de la Legión de Honor, República Francesa (1902)
- Cruz de Primera Clase de la Orden de Alberto de Sajonia, Reino de Sajonia (1893)
- Caballero de la Orden de Leopoldo, Reino de Bélgica (1895)
- Encomienda de la Orden de la Corona de Rumania, Reino de Rumanía (1902)